# Watoosh!
Albums de Pezz
Dudebox Billy Talent
Watoosh! est le premier véritable album enregistré sous le nom de Pezz par Billy Talent (les autres ayant été fait sous le nom de Billy Talent).

## Chansons
Toutes les chansons sont écrites et interprétées par Pezz.
1. M & M – 4:15
2. Fairytale – 4:21
3. Nita – 4:50
4. Mother's Native Instrument – 4:55
5. Bird in the Basement – 3:43
6. Recap – 3:39
7. When I Was a Little Girl – 2:04
8. Warmth of Windows – 3:02
9. Square Root of Me – 3:56
10. Absorbed – 5:22

Chansons Bonus
- Silence - 0:32
- New Orleans Is Sinking - 1:14 [1]